# 伊賀南部農業協同組合
伊賀南部農業協同組合（いがなんぶのうぎょうきょうどうくみあい）は、三重県名張市に本部を置いていた農業協同組合。略称はJA伊賀南部。
2018年、伊賀北部農業協同組合と合併して、伊賀ふるさと農業協同組合となった。

## 概要
- 設立　2001年（平成13年）4月
- 代表者　代表理事組合長　井上延郎
- 組合員数：6,804人（2010年3月末現在[2]）
- 出資金　7億9276万9千円（2010年3月末現在[2]）

## 本支店
- 本店 - 三重県名張市夏見96（名張西支店を併設）
- 名張東支店 - 名張市新田
- 青山支店 - 伊賀市阿保